# Макдональд, Элли
Элли Макдональд (англ. Allie MacDonald; род. 17 сентября 1988, Порт-Хоксбери, Новая Шотландия) — канадская актриса.

## Биография
Александра «Элли» Макдональд родилась 17 сентября 1988 года в городе Порт-Хоксбери, Новая Шотландия, Канада. Дебютировала в кино в 1998 году. Играла в бродвейском мюзикле «Энни» в Галифаксе. В 2012 году сыграла в фильме «Дом в конце улицы». В 2014 году сыграла главную роль в фильме «Страх сцены».
В 2018 году за роль в сериале «Кардинал» получила премию «Canadian Screen Awards» в категории «Лучшая актриса второго плана в драматическом сериале». В 2020 году за роль в телефильме «Быть королевой» была номинирована на премию «Canadian Screen Awards» в категории «Лучшая актриса телефильма».

## Фильмография
| Год       |     | Русское название                                   | Оригинальное название                          | Роль              |
| --------- | --- | -------------------------------------------------- | ---------------------------------------------- | ----------------- |
| 1998      | ф   | Сказка про Корову                                  | The Real Howard Spitz                          | маленькая девочка |
| 2009      | кор | Зеленое Рождество                                  | Green Christmas                                | Мэдди             |
| 2009      | кор | В сети                                             | In the Grid                                    | Мэдди             |
| 2009      | с   | Шоу Рона Джеймса                                   | The Ron James Show                             | девушка           |
| 2010      | ф   | Хоккейный мюзикл                                   | Score: A Hockey Musical                        | Иви               |
| 2011      | кор | Вспышка                                            | Blink                                          | девушка           |
| 2011      | с   | Читающий мысли                                     | The Listener                                   | Риган Деннис      |
| 2011      | с   | Кинг                                               | King                                           | Барбара Тэмсин    |
| 2011      | тф  | Жестокие игры                                      | Salem Falls                                    | Меган Сэкстон     |
| 2012      | с   | Люди Альфа                                         | Alphas                                         | Лиза              |
| 2012      | ф   | Дом в конце улицы                                  | House at the End of the Street                 | Джиллиан          |
| 2012      | ф   | Пустоши                                            | The Barrens                                    | Сэди Вайнярд      |
| 2012      | ф   | Речной берег                                       | The Riverbank                                  | Пэтти Константин  |
| 2012      | с   | Хейвен                                             | Haven                                          | Тина              |
| 2013      | тф  | Девушка цвета корицы: Калифорнийская мечта         | Cinnamon Girl: California Dreamin              | Кэсси Картер      |
| 2013      | с   | Зов крови                                          | Lost Girl                                      | Ханна             |
| 2013      | ф   | А теперь слово от нашего спонсора                  | And Now a Word from Our Sponsor                | Меган Хиллридж    |
| 2013      | с   | Лонгмайер                                          | Longmire                                       | Дэлила            |
| 2014      | ф   | Страх сцены                                        | Stage Fright                                   | Камилла Свонсон   |
| 2014      | с   | Лекарство                                          | Remedy                                         | Шейла Маккейб     |
| 2015      | тф  |                                                    | Trigger Point                                  | Эшли Робинсон     |
| 2015      | с   |                                                    | Young Drunk Punk                               | Белинда Маккей    |
| 2015      | с   | Киллджойс                                          | Killjoys                                       | Клара             |
| 2015      | кор |                                                    | La Ville de L'Amour                            | София             |
| 2016      | с   | Тёмное дитя                                        | Orphan Black                                   | Трина             |
| 2016      | с   | Частные сыщики                                     | Private Eyes                                   | Донателла         |
| 2016      | с   | Приговор                                           | Conviction                                     | Сиерра Мейси      |
| 2017      | с   | Кардинал                                           | Cardinal                                       | Эдди Сомс         |
| 2018      | ф   | Под Сильвер-Лэйк                                   | Under the Silver Lake                          | актриса           |
| 2018      | тф  | Быть королевой                                     | Mean Queen                                     | Эми Тёрнер        |
| 2019      | с   | Что/если                                           | What/If                                        | Мэдди Картер      |
| 2019      | ф   | Почему бы не выбрать любовь: Манифест Мэри Пикфорд | Why Not Choose Love: A Mary Pickford Manifesto | Лилиан Гиш        |
| 2021—2022 | мс  | Тихоокеанский рубеж: Тёмная зона                   | Pacific Rim: The Black                         | Брина Трэвис      |

## Награды и номинации
| Год  | Награда                | Категория                                            | Работа         | Результат |
| ---- | ---------------------- | ---------------------------------------------------- | -------------- | --------- |
| 2018 | Canadian Screen Awards | Лучшая актриса второго плана в драматическом сериале | Кардинал       | Победа    |
| 2020 | Canadian Screen Awards | Лучшая актриса телефильма                            | Быть королевой | Номинация |